# Eleonora Mendes
Eleonora Mendes (* vor 1979 in Belo Horizonte, Brasilien) ist eine deutsch-brasilianische Filmschauspielerin, Sängerin und Filmproduzentin.

## Leben
Eleonora Coelho Mendes wurde in eine Künstlerfamilie hineingeboren. Ihr Vater war Musiker. Sie hat portugiesische, italienische und dunkelhäutige Vorfahren. Als Kind sammelte sie erste Erfahrungen im Theater. Später studierte sie Medienwissenschaften an der Universidade Federal de Minas Gerais (UFMG) mit Schwerpunkt Journalismus. Parallel dazu absolvierte sie eine Theaterausbildung am Palácio das Artes in Belo Horizonte. Nach ihrem Studium zog sie nach Europa und ließ sich in Deutschland nieder. Später nahm sie die deutsche Staatsbürgerschaft an.

## Filmografie (Auswahl)
- 1994: Schöne Fremde (Kurzdokumentarfilm)
- 1995: Marienhof
- 1995: A última Diva
- 1998: Verbotene Liebe
- 2003: O General –
- 2005: Suplica a minha Mae
- 2008: Cinema, nunca mais
- 2010: Meu Rio de Janeiro
- 2012: Cariño
- 2013: O Fantasma do Cinema
- 2017: Black Friday